# Ёсида синто
Ёсида синто (яп. 吉田神道 Ёсида синто:) или Юйицу синто (яп. 唯一神道 Юиицу синто:) — синтоистское учение, основанное Ёсидой Канэтомо и названное в его честь.

## История
Семья Ёсиды была ответвлением одной из древнейших фамилий жрецов, Урабэ. Издревле она владела Ёсида-дзиндзя — филиалом главного родового храма рода Фудзивара, построенным в Киото святилищем Касуга. Данное святилище было одним из 22 главных святилищ, субсидируемых правительством. Когда Ёсиде исполнилось 33 года, разразилась война годов Онин, в ходе которой большая часть Киото была разрушена. Вместе с городом был разрушен и Ёсида-дзиндзя, в котором Ёсида к тому времени стал главным священником. Правительство решило восстановить храм, но одновременно с этим передать его другому роду жрецов. В этот момент Ёсида выступил со своим новым учением. При этом он использовал те же методы, что применялись ранее для продвижения ватараи синто. По утверждению Ёсиды одновременно с явным синто, описанным в Кодзики, Нихонги и Кудзики, существует также тайное синто. Оно передается в роду Урабэ из поколения в поколение, в виде трех «сокровенных божественных писаний». Утверждалось, что эти документы достались жрецам от их божественного предка, Амэ-но коянэ. Тот в свою очередь получил тексты от повелителя созвездия Большой Медведицы.
В трактовке Ёсиды, вероятно и бывшего автором новых текстов, главным божеством истинного синто являлась не Аматэрасу, а ками Тайгэнсонсин, он же Куни-но Токо тати-но микото, он же Амэ-но Минакануси. Этот ками существовал до возникновения неба и земли и даже до возникновения инь и ян. Поэтому весь космос и все ками не более чем его воплощение. Таким образом, почитая Тайгэнсонсина, человек почитает и всех остальных ками. Согласно же открытой Ёсидой в 1481 году новой тайне, Тайгэнсонсин к тому же является истоком будд и бодхисатв. Таким образом, бытовавшая ранее трактовка о том что ками — проявления будд, была перевернута с ног на голову. Благодаря этому, впервые синто стало восприниматься как самостоятельное учение, существовавшее до прихода заморских идей. Это эпохальное событие определило интеллектуальные дискуссии на много лет вперед.
Стремясь подчеркнуть независимость своего учения от других учений и в первую очередь от ватараи синто во многом послужившего основой ёсида синто, Ёсида стал использовать не столько буддийскую терминологию, сколько терминологию даосов. Одним из современных исследователей учения, Нисидой Нагао в архивах клана Ёсида был обнаружен зачитанный до дыр известный даосский труд «Сокровенная Сутра Обретения Изначальной Жизни И Бессмертия Следуя Путём Великого Изначального Духа Созвездия Большой Медведицы». Заимствования из этого труда были столь обширны, что по мнению исследователя ёсида синто стало даосской теологией, с некоторыми терминами прежнего синто. Тем не менее, несмотря на влияние даосизма, в учении были и элементы буддизма. Это видно не только на уровне терминов и идей, но и в общей идее существования тайных и явных аспектов бытия.
Ёсида был не только талантливым компилятором, но и умелым организатором. Для того что бы каждому собеседнику представить своё учение в выгодном свете, Ёсида ввёл четыре уровня секретности толкования. При этом, он, похоже, «забывал» сказать собеседнику, на каком уровне ведется беседа. В итоге он сумел заручиться поддержкой как императора Японии, так и сёгуна в лице его жены. Первому казалось что он получит систематизированную идеологию, позволяющую оправдать притязания на власть. Второй вероятно, был рад тому что главное императорское божество теряет статус главного ками. От жены сёгуна Ёсида получил деньги, императора же он убедил собственноручно написать шесть дощечек с названием святилища и «мудрыми словами», по традиции закрепляемых у фронтона храма. Затем он приступил к сооружению нового храма, сама структура которого должна была отражать структуру его нового учения.
Новый храм был закончен в 1485 году. В его дворе размещалось множество святилищ, посвящённых всем 3132 ками, упомянутым в «Уложениях годов Энги». В центре возвышался восьмиугольный храм главного божества. Дождевая вода стекала через отверстие в его крыше по центральному столбу и уходила в землю, просачиваясь через уложенные в основание 3132 камня. Всё это должно было наводить на мысль, что перед верующим главное святилище Японии, и почитая его божество, человек почитает и всех остальных богов.
Спустя два года, в 1487 году внешнее святилище храма Исэ сгорело. Ходили слухи, что при этом сгорел и синтай соответствующего божества. Для проверки слухов хотели отправить Ёсиду, но жрецы внешнего святилища отказались принять «еретика». Тем временем Ёсида сообщил императору, что ками храма Исэ решили покинуть пришедшее в упадок святилище и перебраться в его новый храм. Это сопровождалось рядом чудес. Во-первых, когда ками поднялись вверх по реке, на которой стоит Киото, вода в ней стала солёной. Во-вторых, над храмом Ёсиды собрались восемь облаков, с которых на землю сошли два луча. Спустя некоторое время на землю упал предмет, в котором Ёсида опознал синтай внешнего святилища Исэ. Вскоре таким же образом в его руки попал и синтай внутреннего храма. Оба предмета были предъявлены императору. Император повелел проверить слова Ёсиды и оказалось что вода реки действительно стала солоноватой. Убедившись в словах священника, правитель выдал документ, подтверждающий что принесенные Ёсидой предметы — действительно синтай храма Исэ. Возмущённые жрецы храма Исэ провели собственное расследование, в ходе которого обнаружили закопанные в верховьях реки мешки с солью. Однако, что-либо делать было уже поздно — усомнившись в верности выданного императором документа, они обвинили бы его во лжи.
В укреплении своего учения Ёсида не стеснялся никаких подлогов. Он сочинял древние тексты, сумев при этом даже переписать один из «секретных» текстов рода жрецов внешнего храма, Ватараи, также являвшийся фальсификацией. Он переписывал и свою родословную, утверждая, что его род восходит к древнейшему роду священнослужителей Накатоми. Поэтому, с точки зрения Ёсиды, его род должен стоять во главе всей священной иерархии. В итоге он сумел добиться формального главенства своего клана, и с конца XVI века первосвященники Ёсида стали выдавать разрешения на занятие должностей синтоистких священнослужителей. В 1665 году по декрету сёгуна первосвященники Ёсида уже выдавали разрешения на занятие любых должностей служителей ками. Исключением были лишь наиболее известные и почитаемые рода.